# Landtagswahlkreis Oberspreewald-Lausitz I
Der Wahlkreis Oberspreewald-Lausitz I (Wahlkreis 38) ist ein Landtagswahlkreis in Brandenburg. Er umfasst die Städte Lauchhammer und Schwarzheide, die Gemeinde Schipkau sowie die Ämter Ortrand und Ruhland aus dem Landkreis Oberspreewald-Lausitz. Wahlberechtigt waren bei der letzten Landtagswahl 33.090 Einwohner.

## Landtagswahl 2024
Bei der Landtagswahl 2024 wurde Birgit Bessin im Wahlkreis direkt gewählt. Bessin legte ihr Landtagsmandat nach ihrem Einzug in den Bundestag im April 2025 nieder.
Die weiteren Ergebnisse:
| Gegenstand der Nachweisung | Gegenstand der Nachweisung            | Erst- stimmen | Erst- stimmen | Zweit- stimmen | Zweit- stimmen |
| Bewerber                   | Partei                                | Anzahl        | %             | Anzahl         | %              |
| -------------------------- | ------------------------------------- | ------------- | ------------- | -------------- | -------------- |
| Wahlberechtigte            | Wahlberechtigte                       | 33.090        | -             | 33.090         | -              |
| Wählende                   | Wählende                              | 23.895        | 72,2 %        | 23.895         | 72,2 %         |
| Ungültige Stimmen          | Ungültige Stimmen                     | 334           | 1,4 %         | 222            | 0,9 %          |
| Gültige Stimmen            | Gültige Stimmen                       | 23.561        | 98,6 %        | 23.673         | 99,1 %         |
| davon                      |                                       |               |               |                |                |
| Martin Höntsch             | SPD                                   | 6.091         | 25,9 %        | 5.801          | 24,5 %         |
| Birgit Bessin              | AfD                                   | 10.427        | 44,3 %        | 9.863          | 41,7 %         |
| Lucas Magister             | CDU                                   | 3.729         | 15,8 %        | 2.579          | 10,9 %         |
| Paul-Philipp Neumann       | GRÜNE                                 | 254           | 1,1 %         | 250            | 1,1 %          |
| Kevin Theiler              | Die Linke                             | 1.044         | 4,4 %         | 464            | 2,0 %          |
| Mike Nothing               | BVB/FW                                | 1.607         | 6,8 %         | 473            | 2,0 %          |
| Eric Dieckmann             | FDP                                   | 273           | 1,2 %         | 177            | 0,7 %          |
| –                          | Tierschutzpartei                      | -             | -             | 412            | 1,7 %          |
| –                          | Plus Brandenburg (Piraten, ÖDP, Volt) | -             | -             | 103            | 0,4 %          |
| –                          | BSW                                   | -             | -             | 3.334          | 14,1 %         |
| –                          | III. Weg                              | -             | -             | 40             | 0,2 %          |
| –                          | DKP                                   | 136           | 0,6 %         | 37             | 0,2 %          |
| –                          | DLW                                   | -             | -             | 84             | 0,4 %          |
| –                          | WU                                    | -             | -             | 56             | 0,2 %          |

## Landtagswahl 2019
Bei der Landtagswahl 2019 wurde Ingo Senftleben (CDU) mit 26,3 % der Erststimmen im Wahlkreis direkt gewählt. Die weiteren Ergebnisse:
| Direktkandidat    | Partei           | Erststimmen in % | Zweitstimmen in % |
| ----------------- | ---------------- | ---------------- | ----------------- |
| Gabriele Theiss   | SPD              | 25,8             | 22,9              |
| Ingo Senftleben   | CDU              | 26,3             | 18,3              |
| Ringo Jünigk      | Die Linke        | 11,4             | 8,6               |
| –                 | AfD              | –                | 35,7              |
| Ricarda Budke     | GRÜNE            | 3,0              | 3,4               |
| Roxana Trasper    | BVB/FW           | 8,8              | 3,4               |
| –                 | PIRATEN          | –                | 0,6               |
| Krystian Burchart | FDP              | 5,9              | 4,3               |
| –                 | ÖDP              | –                | 0,4               |
| –                 | Tierschutzpartei | –                | 2,0               |
| –                 | V-Partei³        | –                | 0,3               |
| Markus Winter     | Die PARTEI       | 4,6              | –                 |
| Marcel Respa      | Einzelbewerber   | 14,1             | –                 |

## Landtagswahl 2014
Bei der Landtagswahl 2014 wurde Ingo Senftleben im Wahlkreis direkt gewählt.
Die weiteren Wahlkreisergebnisse:
| Direktkandidat  | Partei    | Erststimmen in % | Zweitstimmen in % |
| --------------- | --------- | ---------------- | ----------------- |
| Gabriele Theiss | SPD       | 32,8             | 32,0              |
| Anne Haufe      | Die Linke | 18,5             | 15,8              |
| Ingo Senftleben | CDU       | 36,2             | 28,7              |
| Dirk Marx       | GRÜNE     | 2,0              | 2,1               |
|                 | FDP       |                  | 1,3               |
| Thomas Gürtler  | NPD       | 6,3              | 4,2               |
| René Schöne     | BVB/FW    | 4,2              | 1,4               |
|                 | REP       |                  | 0,2               |
|                 | DKP       |                  | 0,1               |
|                 | AfD       |                  | 13,2              |
|                 | PIRATEN   |                  | 1,1               |

## Landtagswahl 2009
Bei der Landtagswahl 2009 wurde Ingo Senftleben im Wahlkreis direkt gewählt.
Die weiteren Wahlkreisergebnisse:
| Direktkandidat           | Partei              | Erststimmen in % | Zweitstimmen in % |
| ------------------------ | ------------------- | ---------------- | ----------------- |
| Gabriele Theiss          | SPD                 | 20,7             | 27,2              |
| Viola Weinert            | LINKE               | 27,1             | 25,4              |
| Ingo Senftleben          | CDU                 | 37,1             | 26,6              |
| —                        | DVU                 | —                | 03,1              |
| Uwe Fröhlich             | GRÜNE               | 02,3             | 02,7              |
| Michael Schicha          | FDP                 | 05,2             | 07,6              |
| —                        | 50Plus              | —                | 00,6              |
| —                        | DKP                 | —                | 00,1              |
| —                        | REP                 | —                | 00,2              |
| —                        | Die-Volksinitiative | —                | 00,1              |
| Dieter Werner Hans Woche | NPD                 | 04,8             | 03,9              |
| —                        | RRP                 | —                | 00,5              |
| Volker Kurze             | Freie Wähler        | 02,7             | 02,0              |

## Landtagswahl 2004
Die Landtagswahl 2004 hatte folgendes Ergebnis:
| Direktkandidat   | Partei          | Erststimmen in % | Zweitstimmen in % |
| ---------------- | --------------- | ---------------- | ----------------- |
| Esther Schröder  | SPD             | 21,8             | 25,1              |
| Ingo Senftleben  | CDU             | 35,0             | 24,1              |
| Viola Weinert    | PDS             | 32,9             | 25,5              |
| —                | DVU             | —                | 12,2              |
| Paul-Georg Fritz | GRÜNE           | 02,1             | 01,6              |
| Christian Lisk   | FDP             | 08,3             | 04,1              |
| —                | AfW             | —                | 00,2              |
| —                | AUB-Brandenburg | —                | 00,4              |
| —                | DKP             | —                | 00,1              |
| —                | GRAUE           | —                | 00,5              |
| —                | FAMILIE         | —                | 03,2              |
| —                | 50Plus          | —                | 01,8              |
| —                | JA              | —                | 00,5              |
| —                | Offensive D     | —                | 00,1              |
| —                | BRB             | —                | 00,5              |